# Funt cypryjski
Funt cypryjski – do 31 grudnia 2007 podstawowa jednostka monetarna Cypru, był prawnym środkiem płatniczym do 31 stycznia 2008. 10 lipca 2007 na posiedzeniu unijnych ministrów finansów podjęto decyzję  o przyjęciu Cypru do strefy euro z dniem 1 stycznia 2008. Kurs wymiany: 1 € = 0,585274 CYP.